# Гершберг Роальд Євгенович
Роальд Євгенович Ге́ршберг (нар. 12 березня 1933, Київ) — радянський та український астроном, найбільш відомий дослідженнями спалахуючих зір типу UV Кита. Всю наукову кар'єру працював у Кримській астрофізичній обсерваторії, завідував там лабораторією зоряного магнетизму та лабораторією фізики зір і галактик.

## Біографія
Народився 12 березня 1933 року в Києві. 1950 року закінчив чоловічу середню школу № 12 у місті Курган. У 1955 закінчив Томський університет за фахом «астрономія» та поступив до аспірантури Кримської астрофізичної обсерваторії АН СРСР.
Від 1955 року працював у Кримській астрофізичній обсерваторії на різних посадах. Був завідувачем лабораторії зоряного магнетизму відділу фізики зір, потім від 1986 завідувачем лабораторії фізики зір і галактик, потім знову завідувачем лабораторії зоряного магнетизму. 1962 року в Московському державному університеті захистив дисертацію кандидата наук на тему «Структура галактичних туманностей та деякі проблеми еволюції міжзоряного середовища». 1970 року (за іншими даними, 1972 року) захистив дисертацію доктора фізико-математичних наук за темою «Дослідження спалахуючих зір типу UV Кита».

## Наукові результати
Дослідження присвячені фізиці нестаціонарних зір і міжзоряного середовища.
Написав важливий цикл робіт про спалахуючі зорі типу UV Кита, де проаналізував їхні спектри, кольори і блиск у спокійному стані й під час спалахів. Обґрунтував подібність фізичних механізмів активності червоних карликів і Сонця. Вперше отримав спектри спалахів зір типу UV Кита з високим часовим розділенням та розробив хромосферну (або небулярну) модель їхніх спалахів. Досліджував внутрішню будову зір, зокрема причини виникнення магнітних полів зір.
На основі розвиненої спільно з Соломоном Пікельнером ідеї про нестійкість космічної плазми до утворення волокон, висунув гідродинамічну модель утворення перемичок і хвостів у системах взаємодіючих галактик.
Активно спостерігав на найбільшому в Україні 2,6-метровому оптичному телескопі, розробляв нові астрономічні прилади. Брав участь в експерименті АСТРОН та космічному ультрафіолетовому телескопі Спектр-УФ. Ініціював створення при Міжнародному астрономічному союзі Робочої групи зі спалахуючих зір.

## Відзнаки
- Медаль «В ознаменування 100-річчя з дня народження Володимира Ілліча Леніна»  (1970)[5]
- Почесна грамота Президії Верховної Ради Автономної Республіки Крим (1998)[5]
- Почесний член Української астрономічної асоціації (2000)[5]
- Орден «За заслуги» ІІІ ступеня (2012)[4]

## Публікації
- Эруптивные звезды / Боярчук А. А., Гершберг Р. Е. (ред). — 1970. — 190 с.
- Вспышки красных карликовых звёзд. — 1970.
- Гершберг Р. Е. Вспыхивающие звёзды малых масс. — Москва : Наука, 1978. — 128 с. — 2000 прим.
- Гершберг Р. Е. Солнечная активность в мире звёзд. — 1990.
- Гершберг Р. Е. Активность солнечного типа звезд главной последовательности. — Одесса, 2002.
- Гершберг Р. Е., Клиорин Н. И., Пустильник Л. А., Шляпников А. А. Физика звёзд средних и малых масс с активностью солнечного типа: монография. — Москва : Физматлит, 2020. — 767 с. — ISBN 9785922118811.

## Пам'ять
- На честь науковця названий астероїд 2327 Гершберг[2]

## Виноски
1. ↑  В «Енциклопедії сучасної України» прізвище вказано як «Гершберґ»[1], однак «Історія астрономії» Климишина[2] та «Астрономічний енциклопедичний словник»[3] вказують прізвище як «Гершберг». Таке ж прізвище вказане в Указі Президента України «Про відзначення державними нагородами України з нагоди Дня науки»[4] та на сайті Української віртуальної обсерваторії[5].